# Salsola soda
Salsola soda är en amarantväxtart som beskrevs av Carl von Linné. Salsola soda ingår i släktet sodaörter, och familjen amarantväxter. Utöver nominatformen finns också underarten S. s. stenophylla.

## Bildgalleri

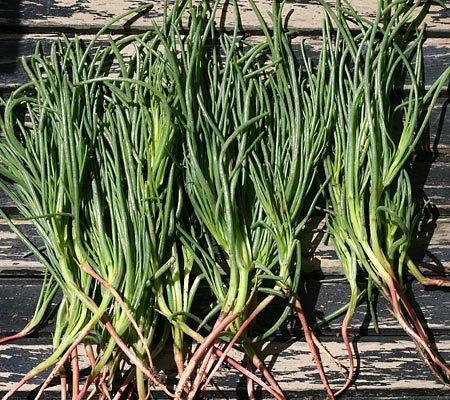
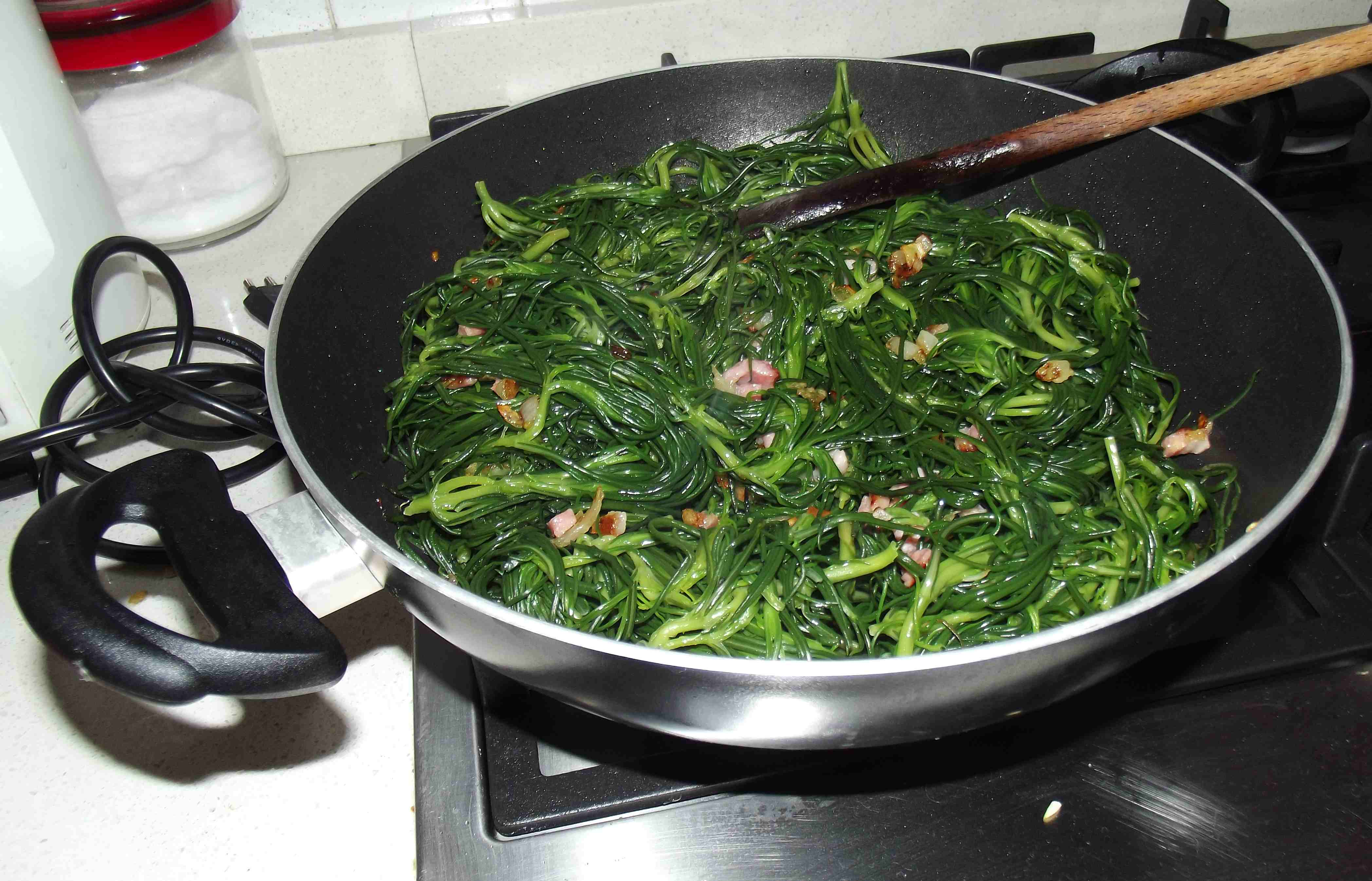